# Chamberluco
Chamberluco är en ort i Mexiko.   Den ligger i kommunen Villa de Tezontepec och delstaten Hidalgo, i den sydöstra delen av landet, 60 km nordost om huvudstaden Mexico City. Chamberluco ligger 2 339 meter över havet och antalet invånare är 257.
Terrängen runt Chamberluco är platt åt sydväst, men åt nordost är den kuperad. Runt Chamberluco är det ganska tätbefolkat, med 58 invånare per kvadratkilometer. Närmaste större samhälle är Tizayuca, 19,2 km väster om Chamberluco. Omgivningarna runt Chamberluco är i huvudsak ett öppet busklandskap.